# بونانزا هیلز، تگزاس
بونانزا هیلز (به انگلیسی: Bonanza Hills) یک منطقهٔ مسکونی در ایالات متحده آمریکا است که در تگزاس واقع شده‌است. بونانزا هیلز ۳۷ نفر جمعیت دارد و ۲۱۷٫۹۳ متر بالاتر از سطح دریا واقع شده‌است.